# John Watkins
John Watkins (fl. 1792–1831), escritor inglés, conocido por sus trabajos biográficos, cuyas precisas fechas de natalidad y defunción se desconocen, pero muy activo a lo largo de cuatro décadas. Su más famosa obra es An Universal Biographical and Historical Dictionary (español: «Diccionario universal biográfico e histórico»).

## Vida
Nacido en Devon, se le educó en Bristol para ser pastor en el inconformismo anglicano. Disatisfecho con su profesión, optó por comulgar, junto con su amigo Samuel Badcock, con la iglesia de Inglaterra, allá por 1786, y durante algunos años tuvo una academia en Devon.  Al poco tiempo de haber probado suerte con la pluma, optó Watkins por mudarse a Londres, probablemente alrededor de 1794. Hízose editor de la  Orthodox Churchman's Magazine (español: «Revista del fiel de la iglesia ortodoxa»). El prefacio de su último libro fue fechado el 30 de mayo de 1831.

## Obras
Su primera publicación independiente apareció en 1792, con el título An Essay towards the History of Bideford. El capítulo x. consta de las deposiciones en un juicio por brujería celebrado en Exeter el 14 de agosto de 1682. La obra se reimprimió y publicó en Bideford en 1883. En 1796 apareció The Peeper: a collection of Essays, Moral, Biographical, and Literary (Londres, 1796; 2ª ed. Londres, 1811), dedicado a Hannah More. Le siguieron varias publicaciones, algunas anónimas y otras con su nombre. La más importante de ellas fue quizá su Universal Biographical and Historical Dictionary (Diccionario biográfico e histórico universal), que apareció en 1800 en Londres, y la cual tuvo varias ediciones, la última en 1827, y que fue traducido al francés, con adiciones, en 1803, por Jean Baptiste L’Écuy.
Otras obras de Watkins incluyen:
- A Letter to Earl Stanhope, in which … the Conduct of Great Britain and her Allies is Vindicated, 1794.
- A Word of Admonition to Gilbert Wakefield, occasioned by his Letter to William Wilberforce, 1797.
- Scripture Biography, 1801; múltiples ediciones, la última en 1830.
- Characteristic Anecdotes of Men of Learning and Genius, Londres, 1808.
- History of our Lord Jesus Christ Harmonised, 1810.
- Boydell's Heads of Illustrious and Celebrated Persons, with Memoirs, Londres, 1811.
- The Family Instructor, 1814, 3 vols.
- The Important Results of an Elaborate Investigation into the Case of Elizabeth Fenning, Londres, 1815.
- Memoirs of Sheridan, London, 1816; 3ª edición. 1818. Es ésta la primera biografía impresa de Richard Brinsley Sheridan. Parece haber sido escrita al poco tiempo de su fallecimiento.  En dos volúmenes, reclama presentar tanto la vida privada, como la pública, de Sheridan.  Croker la censuró en un artículo en el Quarterly Review.
- Memoirs of Her Most Excellent Majesty Sophia-Charlotte: Queen of Great Britain, from Authentic Documents, editorial de H. Colburn, Londres, 1819.[3]
- Memoirs of the Life and Writings of Lord Byron, Londres, 1822; traducida al alemán en Leipzig, 1825.
- A Biographical Memoir of … Frederick, Duke of York and Albany, Londres, 1827.
- The Life and Times of “England's Patriot King,” William IV, Londres, 1831.

Tradujo del latín el libro de George Buchanan History of Scotland, con un apéndice posterior, Londres, 1827, y escribió una memoria de Hugh Latimer, empleada como prefijo de sus Sermons, Londres, 1824.